# Kelisia pannonica
Kelisia pannonica är en insektsart som beskrevs av Matsumura 1910. Kelisia pannonica ingår i släktet Kelisia och familjen sporrstritar. Inga underarter finns listade i Catalogue of Life.